# Олімпія (яхта)
Олімпія —  моторна мега-яхта довжиною 57 метрів, що входить у сотню найбільших яхт в світі. Належить Володимиру Путіну, ймовірно була подарована йому російським бізнесменом Романом Абрамовичем у 2005 році. 

## Історія
Концепція яхти «Олімпія» була розроблена компанією «De Voogt Naval Architects». Побудована була у 2002 році в нідерландському місті Папендрехт. Проект «Feadship 663». 
Яхта виготовлена зі сталі високої міцності та має високі морехідні якості. Вона оснащена двома двигунами «Caterpillar», сумарною потужністю 3000 к.с., завдяки чому судно може рухатися зі швидкістю до 15,5 вузлів. Запас води на «Олімпії» становить 24 300 літрів.
Дизайн інтер'єрів розробив Маркос Гемптон. Всі каюти оброблені червоним деревом та позолотою, палуби виконані з тикового дерева. Всі меблі та величезна кількість предметів інтер'єру яхти виконані з рідкісних сортів деревини. 
Верхня відкрита палуба яхти обладнана джакузі, баром та барбекю, на середній поміщені швидкісні міні-катери.
Яхта обладнана супер сучасною аудіо- та відеосистемами від виробника «Linn», яка коштує сотні тисяч доларів. 
Після спуску на воду, вартість яхти становила 35 млн. $, але після її оснащення дорогим обладнанням та предметами інтер'єру, ціна яхти досягла $ 50 млн. 

## Приміщення
- Адміральська» каюта;
- Особиста палуба власника;
- Джакузі з баром та барбекю;
- Гостьові апартаменти кают класу люкс;
- Гімнастичний зал з сауною;
- Шикарна ванна (по ширині на третину менше ширини яхти);
- Приміщення для персоналу.